# Metropolitana di Luoyang
La metropolitana di Luoyang è la metropolitana che serve la città cinese di Luoyang.

## Rete
La rete si compone di due linee in esercizio.

## Storia
La linea 1, lunga 25,3 km, venne attivata il 28 marzo 2021.
La linea 2, lunga 18,2 km, è stata attivata il 26 dicembre 2021.